# Psychotria oreophila
Psychotria oreophila är en måreväxtart som beskrevs av André Guillaumin. Psychotria oreophila ingår i släktet Psychotria och familjen måreväxter. Inga underarter finns listade i Catalogue of Life.